# Midnight Blue (chanson)
Pour les articles homonymes, voir Midnight blue (homonymie).
Cet article concerne la chanson de Nanase Aikawa. Pour l'album de Kenny Burrell, voir Midnight Blue.
Singles de Nanase Aikawa
China Rose
(1999) Seven Seas
(2000)
Midnight Blue est le 16e single de Nanase Aikawa, sorti sous le label Avex Trax le 31 mai 2000 au Japon. Il atteint la 10e place du classement de l'Oricon et reste classé pendant 6 semaines pour un total de 84 000 exemplaires vendus. Midnight Blue se trouve sur l'album Purana et sur les compilations ID：2 et Rock or Die. Trust Me se trouve également sur l'album Purana.

## Liste des titres
| 1. | Midnight Blue |  |
| 2. | Trust Me      |  |